# Rena Rolska (1964)
Rena Rolska - ósmy minialbum Reny Rolskiej wydany w 1964 roku przez Pronit. Wszystkie utwory na płycie zostały nagrane w studiu Polskich Nagrań w Warszawie.

## Spis utworów
Strona a:
1. Nie wolno mi (Giancarlo Colonnello, Mario Panzeri, Nisa - Nina Pilchowska)
2. Dziś jest kto inny (Stefan Rembowski - Andrzej Bianusz)

Strona b:
1. Pocałuj mnie choć jeden raz (Romuald Żyliński - Roman Sadowski)
2. Zwykła rzecz (Wojciech Piętowski, Nina Pilchowska - Nina Pilchowska, Bogdan Ostromęcki)

## Muzycy
- Rena Rolska - śpiew
- Zespół Instrumentalny - akompaniament
- Wiesław Machan - dyrekcja